# Distrikt San Cristóbal de Raján
Der Distrikt San Cristóbal de Raján liegt in der Provinz Ocros in der Region Ancash in West-Peru. Der Distrikt wurde am 15. Oktober 1954 gegründet. Er hat eine Fläche von 70,6 km². Beim Zensus 2017 wurden 463 Einwohner gezählt. Im Jahr 1993 betrug die Einwohnerzahl 466, im Jahr 2007 572. Die Distriktverwaltung befindet sich in der 3605 m hoch gelegenen Ortschaft Raján mit 351 Einwohnern (Stand 2017). Raján liegt knapp 20 km östlich der Provinzhauptstadt Ocros.

## Geographische Lage
Der Distrikt San Cristóbal de Raján liegt in der peruanischen Westkordillere im Osten der Provinz Ocros. Der nach Süden strömende Río Pativilca bildet die südöstliche Distriktgrenze.
Der Distrikt San Cristóbal de Raján grenzt im Süden an den Distrikt Carhuapampa, im Westen an den Distrikt Acas, im Nordwesten an die Distrikte Santiago de Chilcas und Ocros, im Nordosten an den Distrikt Llipa sowie im äußersten Südosten an den Distrikt Mangas (Provinz Bolognesi).